# حازم رأفت (موزع موسيقي)
حازم رأفت مؤلف وموزع موسيقي مواليد القاهرة (24 سبتمبر 1971) تخرج من كلية الهندسة جامعة عين شمس قسم العمارة ثم عمل في مجال الموسيقي (توزيع موسيقي) بداية من عام 1995 إلى الآن حيث بدأت مسيرته الفنية بالتوزيع الموسيقي للعديد من الأغنيات للفنانة وردة الجزائرية من أشهرها أغنية (أنا ليا مين غيرك).
ومن أشهر أعماله التي لاقت شهرة واسعة (برشا برشا) للفنان صابر الرباعي، (عارف حبيبي) إيهاب توفيق، (قلب واحد) للفنان مدحت صالح، (عيشنا قد ايه) للفنان خالد سليم (مغني)، (طمني عليك) للفنان حكيم (مغني)، (أشكي لمين) للفنان أحمد سعد (مغني) و(حبيبي حياتي) للفنان هاني شاكر.

## قائمة أعماله

### الأعمال
- وردة الجزائرية
  - أنا ليا مين غيرك
  - أهو ده الكلام
  - منك لله
  - لو كان عليا
- صابر الرباعي
  - برشا برشا